# Kugitangtau
Il Kugitangtau (in russo Кугитангтау) o Köýtendag è una catena montuosa situata al confine tra Turkmenistan e Uzbekistan.
Costituisce il proseguimento sud-occidentale del Baisuntau. Si estende per una lunghezza di circa 100 km in direzione nord-est/sud-ovest. Culmina nell'Aýrybaba, alto 3139 m. A sud il Kugitangtau termina nella valle dell'Amu Darya. A nord, invece, il canyon del fiume Sherabad, ad ovest di Boysun, lo separa dal Baisuntau.
È composto da rocce sedimentarie, come calcare e formazioni di gesso, e presenta inoltre formazioni carsiche ben sviluppate.
Le regioni pedemontane circostanti sono ricoperte da un semideserto con vegetazione effimera, che fa strada, man mano che cresce l'altitudine, a steppe subtropicali di montagna con arbusti xerofili e ad una steppa di montagna in cui crescono boscaglie sparse di pistacchio e ginepro.
Sul lato turkmeno della catena montuosa, quello più elevato, è stata istituita nel 1986 la riserva naturale di Kugitang.